# Jens Jensen Egeberg
Jens Jørgen Jensen Egeberg (født 26. april 1848 i Spettrup, død 20. september 1922 i Hørsholm) var en dansk maler.
Jens Jensen Egeberg var uddannet på Kunstakademiet i København fra 1874 til 1880 og beskæftigede sig med portrætmaleri, genremaleri og landskabsmaleri. Jensen Egeberg malede blandt andet malet altermaleriet til Bredballe Kirke ved Vejle. Han har tillige malet en del portrætter i pastel.
Han var søn af gårdejer Jens Pedersen (1802 – 1885) og Ane født Egeberg (1809 – 1885). Han blev opdraget på landet og besøgte efter sin konfirmation Uldum Folkehøjskole ved Vejle i to vintre, kom i 1865 til København og gik først på Blågård Seminarium, men af lyst til at blive maler besøgte han Det tekniske Institut, hvor han 1874 fik en flidspræmie og oktober samme år dimitteredes til Kunstakademiet, hvis uddannelse han gennemgik således, at han den 17. marts 1880 fik afgangsbevis som maler. 
Fra 1881 udstillede han sine værker. Blandt disse er et billede med titlen Gamle Folk (udstillet 1885), som forestillede hans forældre, der døde kort efter hinanden samme år, og et portræt i hel figur (fra 1892) forestillede hans hustru. 
Den 15. maj 1891 blev han gift med Rigmor Marie Kiær (født 1866), en søster til maleren Holger Grønvolds kone, og plejedatter af etatsråd, direktør i Nationalbanken F.C. Smidt og Cathinka (født Lindberg). Året efter var han på en længere udenlandsrejse med offentlig understøttelse. 
Jensen Egeberg udfoldede tillige en betydelig virksomhed som lærer, idet han allerede 1876 blev ansat som lærer ved Det tekniske Selskabs Skole og 1890 blev overlærer og inspektør ved samme skole. 
Han er begravet på Bispebjerg Kirkegård.

## Galleri
- Maleri 1880
- Ved Maaltidet (1881)
- Markvej paa Elmegaards Jorder, Spettrup (1887)
- Landskab med markvej (1891)
- Krondyr paa Eremitagen i Dyrehaven, (1894)
- Gårdexteriør med pige og hund
- Flirt i køkkenet